# Bin Shimada
Bin Shimada (島田 敏, Shimada Bin) est un acteur japonais né le 20 novembre 1954 à Niigata au Japon.

## Filmographie
- 1981 : Kidô senshi Gandamu I : Oscar
- 1982 : Kidô senshi Gandamu III: Meguriai sorahen : Asakura
- 1983 : Urusei Yatsura 1: Onri yû : Asst. Driver
- 1983 : Kikô sôseiki Mosupeada (série télévisée) : Stig Bernard (voix)
- 1984 : Juunseki L-Gaim (série télévisée) : Anton Rando, Chai Cha
- 1984 : Nausicaä de la vallée du vent (Kaze no tani no Naushika) : Pejite citizen (voix)
- 1984 : Ken le Survivant (Hokuto no Ken) (série télévisée) : Yuda (Judas)
- 1985 : Mobile Suit Zeta Gundam (série télévisée) : Paptimus Scirocco
- 1986 : Urusei Yatsura 4: Ramu za fôebâ : Ton
- 1986 : Tobira o akete (vidéo) : Towado (voix)
- 1986 : Mobile Suit Gundam ZZ (série télévisée) : Nie Gihren
- 1986 : Uchuusen Sagittarius (série télévisée) : Tobby
- 1986 : La Revanche des Gobots (Machine Robo: Kronos no dai Gyakushû) (série télévisée) : Jingi, Mars, Amberman
- 1986 : Les Chevaliers du zodiaque (Saint Seiya) (série télévisée) : Hagen (voix)
- 1987 : Les Ailes d'Honnéamise (Ôritsu uchûgun Oneamisu no tsubasa) : Yanaran
- 1988 : Le Petit lord (Shoukoushi Sedi) (série télévisée) : Wilkins (voix)
- 1988 : Kidô senshi Gandamu: Gyakushû no Shâ : Attendant
- 1989 : Jushin Riger (série télévisée) : Dollcommando (voix)
- 1989 : Mobile Suit Gundam 0080 : War in the Pocket (série d'animation) : Rafael Garcia
- 1990 : Riki Oh 2: Horobi no ko (vidéo) : Riki Oh
- 1991 : Urusei Yatsura 6: Itsudatte, mai dârin : Soldier B (voix)
- 1992 : Sailor Moon (Bishôjo senshi Sêrâ Mûn) (série télévisée) : Yuuichiriou Kumada (voix)
- 1992 : Chôjikû yôsai Macross II Lovers, Again (vidéo) : Nexx
- 1993 : Kishin Heidan (vidéo) : Daisaku Sakaki
- 1993 : Crying Freeman Kanketsu hen: Mumyô ryûsha (vidéo) : Tsunaike
- 1993 : Dragon Ball Z : Broly le super guerrier (Doragon bôru Z 8: Moetsukiro!! Nessen retsusen-chô gekisen) : Broly
- 1993 : Bishōjo Senshi Sailor Moon R (série télévisée) : Yuuichirou Kumada (voix)
- 1994 : Taiho shichauzo (vidéo) : Nakajima Ken
- 1994 : Mahôjin guru guru (série télévisée) : Monster yanban
- 1994 : Dragonball Z: Kiken na futari! Chô senshi wa nemurenai : Broly
- 1994 : Dragon Ball Z 2 - Le film seconde époque: Attaque super warrior (Doragon bôru Z 11: Sûpâ senshi gekiha! Katsu no wa ore da) : Bio-Broly
- 1995 : Dragon Ball Z - Le film première époque: La fusion (Doragon bôru Z 12: Fukkatsu no fyushon!! Gokû to Bejîta) : West Kaiô / The Dictator
- 1995 : Slayers (série télévisée) : Zangulz
- 1996 : Dragon Ball GT (série télévisée) : Sûgorô
- 1996 : Dragon Ball : L'Armée du Ruban Rouge (Dragonball: Saikyô e no michi) : General Blue
- 1996 : Slayers Next (série télévisée) : Zangulz
- 1999 : Street Fighter Zero (vidéo) : Wallace (voix)
- 1999 : One Piece : Wapol, Foxy et Tonoyasu
- 2001 : Doraemon: Nobita to tsubasa no yuusatachi : Guske's father
- 2002 : Kinnikuman nisei: Muscle ninjin sôdatsu! Chôjin dai-sensô : Dazzle
- 2003 : Sonic X (série télévisée) : Chuck, Bocoe
- 2004 : Mobile Suit Zeta Gundam : A New Translation - Heirs to the Stars : Paptimus Scirocco
- 2004 : Kinnikuman nisei (série télévisée) : Barrierfreeman (2004)
- 2005 : Mobile Suit Zeta Gundam 2: A New Translation - Lovers : Paptimus Scirocco
- 2006 : Mobile Suit Zeta Gundam 3: A New Translation - Love Is the Pulse of the Stars : Paptimus Scirocco
- 2008 : Hakaba Kitarō : Shigeru Mizuki
- 2014 : Dragon Ball Kai (2014) : Babidi
- 2015 : Dragon Ball Super : Dyspo
- 2017 : Yo-kai Watch Shadowside: Oni-ō no Fukkatsu : Medama-Oyaji
- 2018 : Dragon Ball Super: Broly : Broly
- 2024 : How I Married an Amagami Sister : Chidori Amagami